# Maria José Cardoso
Maria José Cardoso, née 19 mars 1935 à São Francisco do Sul et décédée le 23 mai 2019 à São Paulo, a été élue Miss Brésil 1956. Elle est la 3e Miss Brésil. 
Elle est la première Miss Rio Grande do Sul à avoir remporté le titre de Miss Brésil. Elle a été l'une des quinze demi-finalistes à Miss Univers 1956. 

## Biographie
Maria José Cardoso a étudié à l'Institut des Beaux-Arts de Porto Alegre. Elle a d'ailleurs été la représentante du Petrópole Tennis Club et a été élue Miss Porto Alegre.
Élue successivement Miss Rio Grande do Sul 1956, elle a été sacrée puis élue Miss Brésil 1956 le 16 juin 1956, à l'hôtel Quitandinha de Petrópolis, à 21 ans. 
Elle représente le Brésil au concours de Miss Univers au Long Beach Municipal Auditorium, aux États-Unis pour l'année 1956 où elle termine parmi les quinze demi-finalistes.